# Brama Wróbla
Brama Wróbla, nazývaná také Wieża Wróbla či Wieża Bramy Nyskiej a neoficiálně česky Vrabčí brána/věž a německy Sperlingturm, je pozůstatek historická brány s původně gotickou věží. Je postavena ve městě Otmuchów ve gmině Otmuchów v okrese Nysa v Opolském vojvodství v jižním Polsku. Nachází se také v mezoregionu Obniżenie Otmuchowskie a v Horním Slezsku.

## Historie a popis
Ve středověku bylo město obehnáno městskými hradbami, které byly dokončeny v roce 1369. Pravděpodobně v té době byla postavena i tato brána s věží ve východní části hradeb. V letech 1484-1485 byly hradby i věže přestavěny kvůli škodám způsobeným husitskými válkami. Samotná Nysská brana již neexistuje, ale dochovala se věž brány zvaná Vrabčí, která je ve spodní části postavena z kamene a ve vyšší části je zděná. Byla využívána i jako městské vězení s hladomornou. Z původního obranného zařízení se dochovala řada střílen, v horním patře štěrbinová a klíčová střílna ze 16. století. V roce 1566 byla věž upravena v renesančním stylu. Novogotický klenbový průchod ve věži byl proražen na počátku 20. století. S největší pravděpodobností je to věž, která je vyobrazena na znaku města.

## Galerie

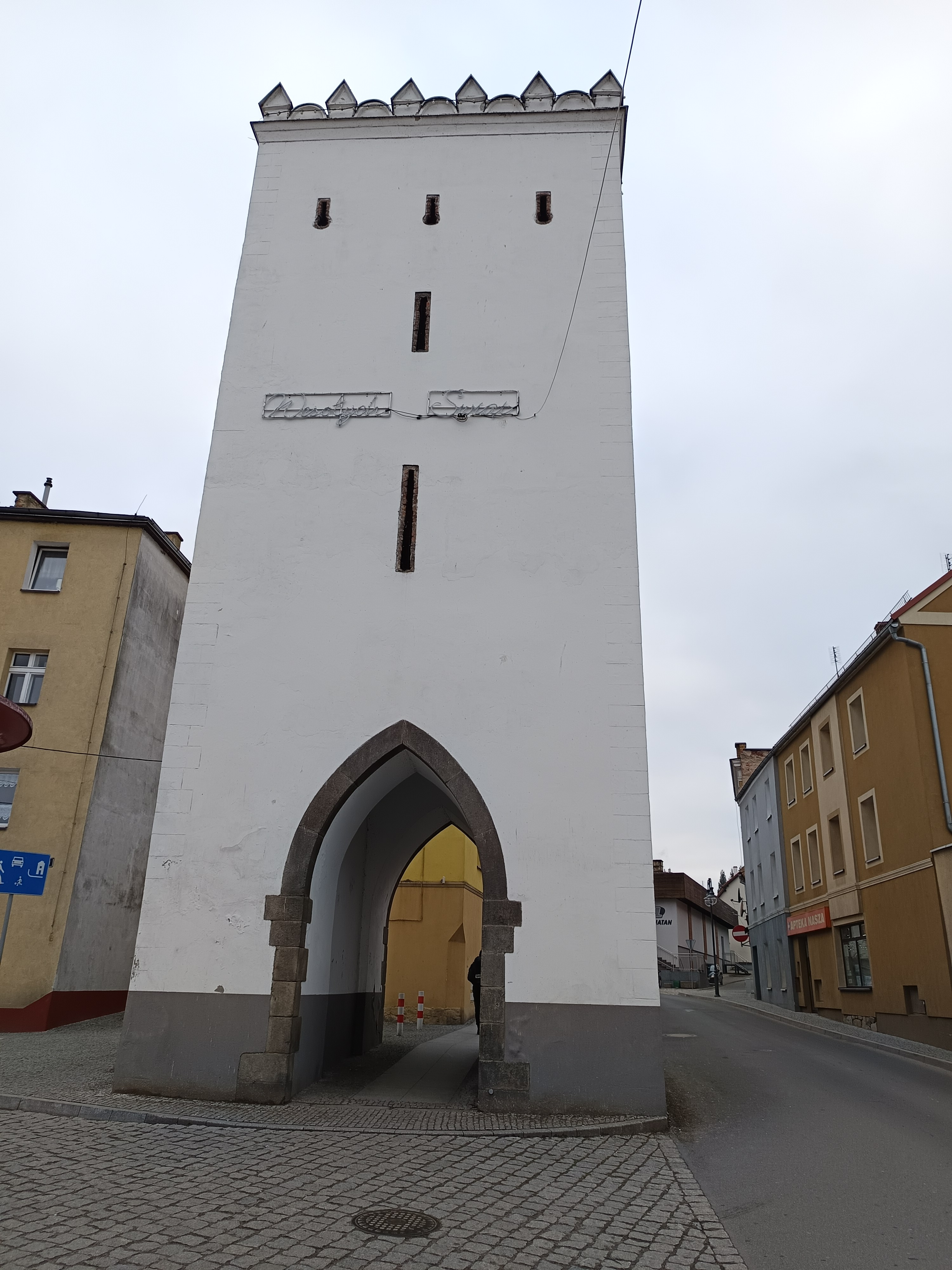
Vstup od východu
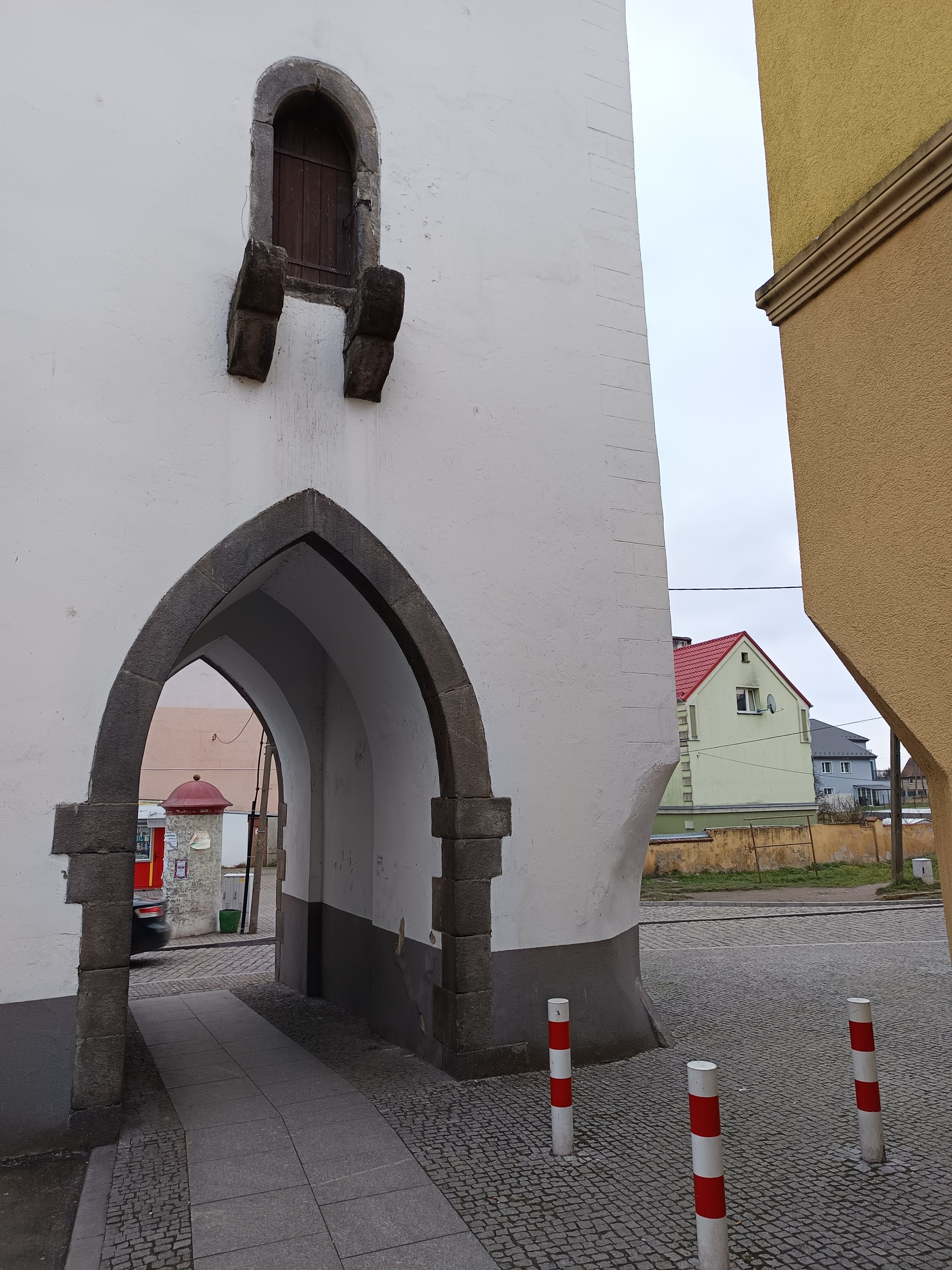
Vstup od západu